# Chiesa di Santa Maria Assunta in Castellare
La chiesa di Santa Maria Assunta in Castellare si trova nella frazione di Castellare, comune di Pescia, in provincia di Pistoia, diocesi di Pescia.

## Storia e descrizione
Una cappella di Santa Maria del Castellare è presente nell'estimo delle chiese lucchesi del 1260, dipendente dalla pieve di San Piero in Campo, e sorgeva nei pressi dell'edificio attuale.
Nel 1562, fu costruito un nuovo edificio nel luogo dove ora sorge la cappella del Crocifisso, grazie al contributo delle famiglie Baldaccini, Minghi, Orsi e Rosellini.
La famiglia Torrigiani di Lucca donò alla piccola chiesa un crocifisso risalente al XVII secolo, opera di uno scultore tedesco che lavorava in Firenze, e di un altare ligneo intagliato, in stile barocco, esempio dell'artigianato lucchese seicentesco.
È rammentata come rettoria all'interno del breve pontificio che istituì il vescovato di Pescia, il 17 marzo 1727.
Nel 1864 il piccolo tempio fu demolito in parte per dar luogo alla costruzione dell'attuale, di stile neoclassico, disegnata dal lucchese Carlo Cervelli.
Il 5 febbraio 1865 fu posta la prima pietra e il tempio fu consacrato da Giovanni Benini, vescovo di Pescia.
Nella chiesa sono custodite opere di Antonio Franchi e di Benedetto Orsi.

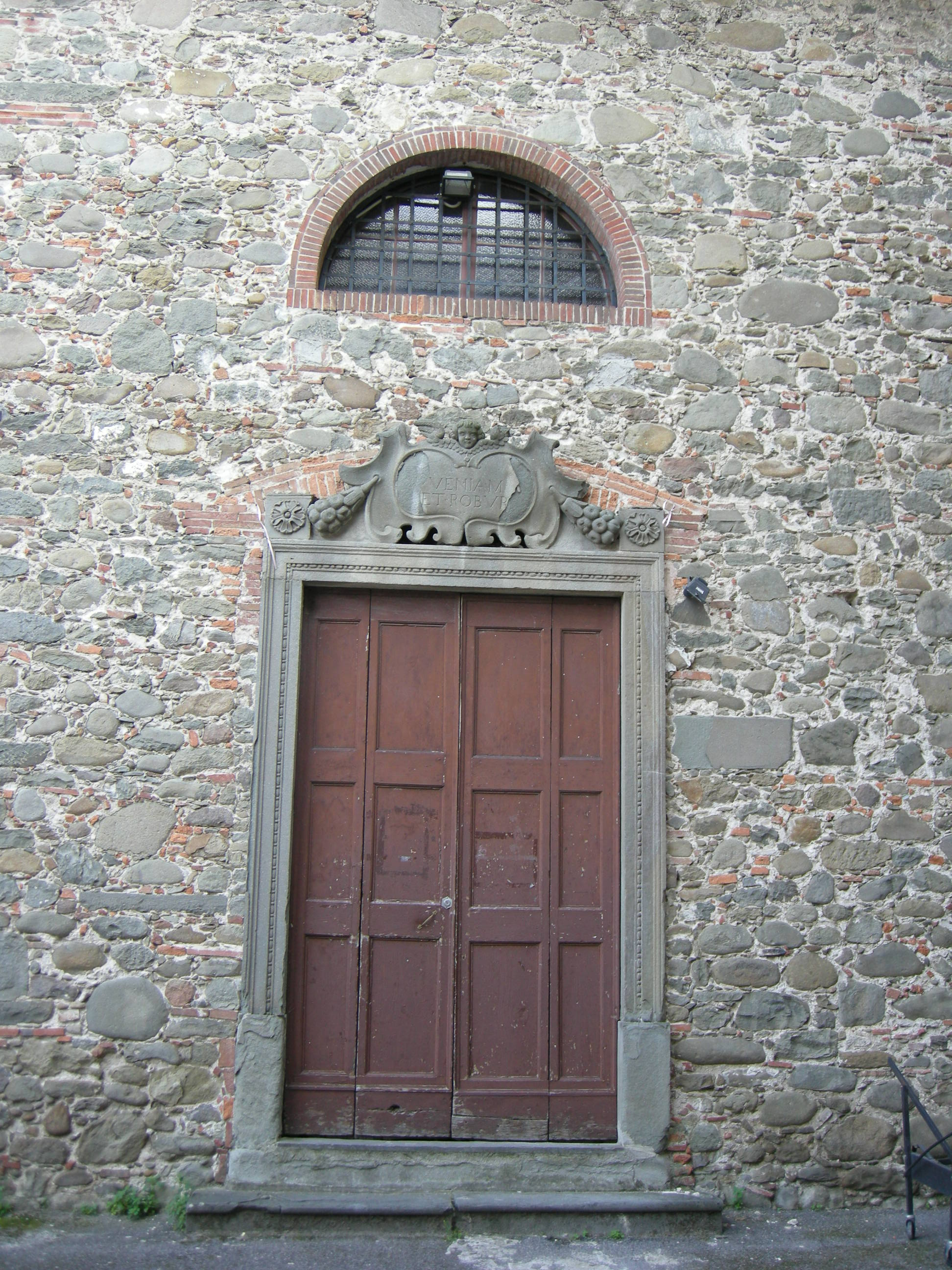
Portale
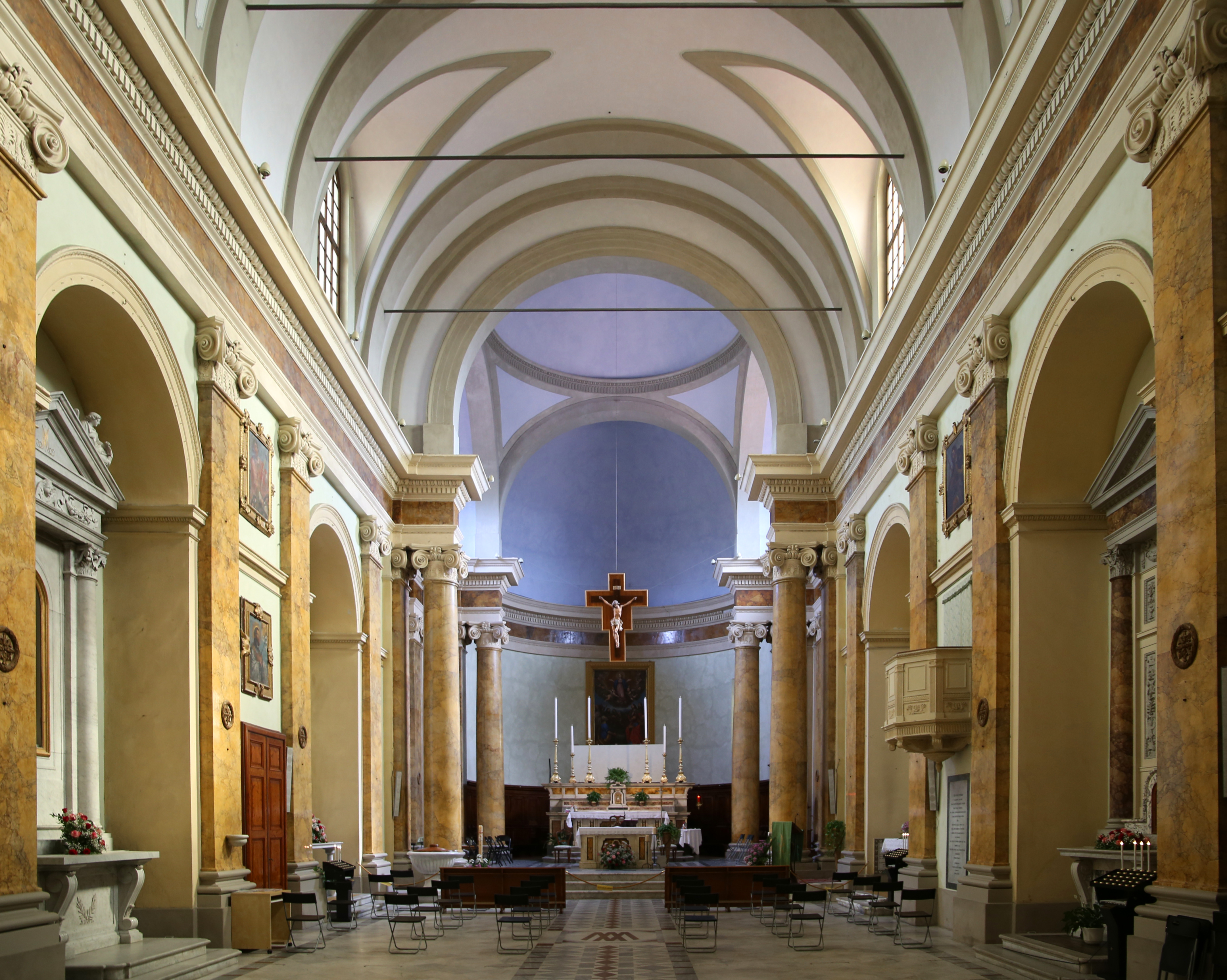
Interno
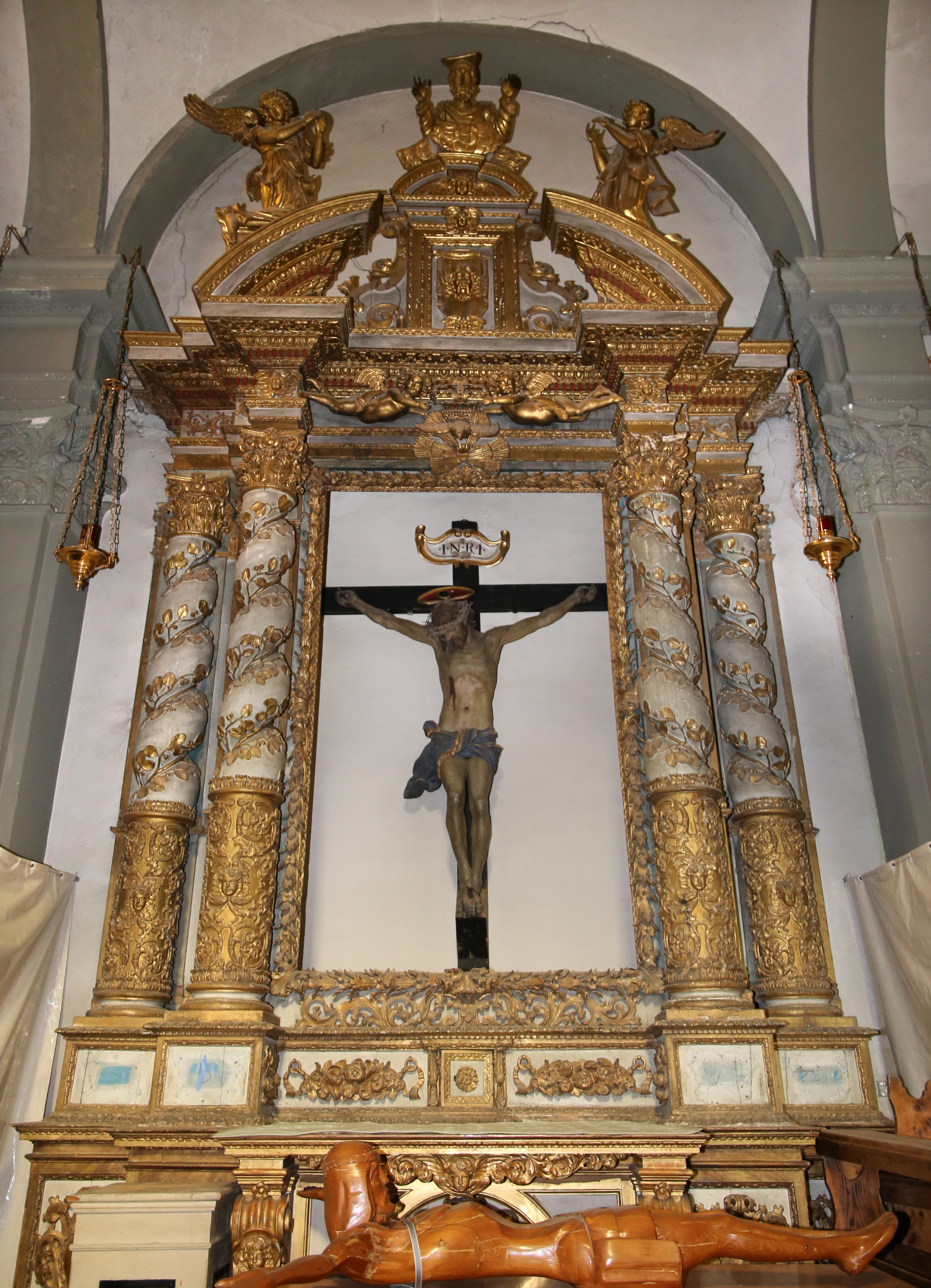
Altare del Crocifisso